# Bodyattack
Bodyattack är ett sportinspirerat konditionsträningsprogram för gruppträning. Programmet innehåller flera sportliknande rörelser som främst syftar till att utveckla konditionen. Body Attack skapas och distribueras av Les Mills International. Det kommer en "release" med ny musik och nya kombinationer av rörelser en gång i kvartalet. I exempelvis Storbritannien erbjuds det på cirka 1 300 hälso- och fitnessanläggningar vilket motsvarar ungefär en femtedel av sådana träningsanläggningar i landet.
Programmet utmärks av en standardiserad klass som är 55, 45 eller 30 minuter lång och leds av en certifierad instruktör som instruerar deltagarna genom passets olika övningar. Body Attack innehåller modern musik med låtar inom olika genrer ofta med ett högt tempo. Liksom BodyPump och andra Les Mills-program är rörelser, övningar och musik standardiserad för alla instruktörer. Syftet är att utveckla många olika områden för fysisk kondition, särskilt kardiovaskulär kondition och uthållighet.

## Strukturer
Strukturen i ett BodyAttack-pass förändras ytterst sällan. Programmets olika format kan dock varieras beroende på längd och inriktning. Vissa låtar till exempel hoppas över för att korta ner passet till antingen ett 45 eller 30 minuter.
Passet är uppdelat i två arbetsblock, som båda innehåller åtminstone en "konditionstopp". Båda blocken består av flera låtar där varje låt har ett särskilt fokus med typiska rörelser för varje form. Låtarna och rörelserna ändras i regel varje kvartal, i samband med en att en ny "release" släpps. Passets upplägg och övergripande innehåll förblir dock mer eller mindre konsekvent oavsett release. 
Det första blocket börjar med en uppvärmning i två delar som övergår i större och större och mer ansträngande rörelser. Blocket avslutas med passets fjärde låt som fokuserar på plyometrisk träning. Det andra blocket inleds med löpning på stället eller runt i en ring. Därefter följer mer intensiva rörelser och som utmanar deltagarnas styrka, kondition och koordination. Det andra blocket avslutas med en kraftfull "Power"-låt. Strukturen syftar till att maximera deltagarnas hjärtslag under de två konditionstopparna. 
Musiken och rörelserna i passet ändras i regel varje kvartal. Varje ny uppsättning musik och rutiner numreras sekventiellt från nummer "1" och uppåt sedan passets grundades. Låtlistan som släpptes till det tredje kvartalet 2024 släpptes den 27 augusti och kallas "Body Attack 125".

## Format
Ett helt 55 minuterspass består av totalt 11 låtar i en bestämd ordning. Instruktörer är formellt tvungna att använda ett av formaten som tillhandahålls av Les Mills och får inte ändra innehållet.  i träningsprogrammet.
Innan "BodyAttack 87" var låt # 5 fokuserad på överkroppsstyrka och rörelseträning och det fanns ytterligare ett låt mellan #9 och #10 för underkroppens styrka och rörelse.
BodyAttack 121 (släpptes Q3 2023), introducerade en ny "Circuit"-låt till låt #3 som instruktörer kan använda som ett alternativ till den traditionella "Aerobics"-låten som historiskt sett utgjort passets tredje låt. Circuit-låten är tänkt att vara lättare att lära sig, lättare att lära ut och ge en något mer modern känsla. Till följd av denna förändring lades ytterligare ett 30-minutersformat till för att låta instruktörer inkludera den nya Circuit-låten i stället för passets andra låt som traditionellt har varit "Mixed Impact".
"BodyAttack 123" (släpptes Q1 2024), lade till ytterligare ett ny låt till passets nionde låt och kallades också för "Circuit". Innehållet liknar den tredje låtens "Circuit"-träning, där rörelserna är av lättare karaktär både för deltagare och instruktör, mer i linje med aktuella träningstrender. Instruktörer kan själva välja om de vill lära ut den traditionella "Power"- alternativt "Aerobics"-låten eller "Circuit"-låten för att anpassa passets innehåll.

### 55 minuter
I 55 minuters format där det finns två alternativ, i till exempel låt #3 och låt #9, används endast ett av alternativen.
- Första blocket
  - Låt 1, Uppvärmning. Fokus ligger på att värma upp kroppen för resten av passet.
  - Låt 2, "Mixed Impact". Den andra låten följer ofta direkt efter uppvärmningen och fokuserar på att gradvis höja pulsen ytterligare.
  - Låt 3, Circuit. Koreografin till låten innehåller enkla, lättlärda rörelser såsom löpning, hopp och armhävningar för att öka pulsen ännu mer.
  - Låt 3, Aerobic. Koreografin till låten innehåller stora rörelser som jump jacks och knälyft för att på ett dansliknande sätt öka pulsen.
  - Låt 4, Plyometrisk. Passets första konditionstopp innehåller stora och explosiva rörelser som utfallshopp, jump squats, burpees och skaters.
  - Låt 5, Atletisk styrka. Koreografin till den femte låten är en kombination av konditions- och styrkerörelser som breda armhävningar, tricepsarmhävningar, squats och utfall för att stärka hela kroppen.
- Andra blocket
  - Låt 6, Löpning. Med fokus på atletiska rörelser för att förbättra löpningen springer deltagarna runt i rummet för att få upp pulsen igen.
  - Låt 7, Agility. Den sjunde låten innehåller fart och smidighetsarbete. Några klassiska rörelser är ladder runs, sidostudsar och framåtsprintar.
  - Låt 8, Intervallträning. Koreografin till den åttonde låten innehåller stora rörelser, som sparkar, side flicks och löpning på stället för att först få upp pulsen och sänka den igen inför varje intervall.
  - Låt 9A, Circuit. Alternativet till den traditionella "Power"-låten innehåller mindre komplexa rörelser som löpning, höga knän och burpees för att få pulsen ända upp till toppen.
  - Låt 9B, Power. Den andra konditionstoppen som ofta medför höga knän, burpees, jumping jacks och andra plyometriska rörelser är den sista och mest krävande låten med fokus på högintensiv konditionsträning.
  - Låt 10, Core. Efter den andra och sista konditionstoppen finns en låt för att stärka upp coremusklerna och riktar in sig på mage, rygg och sätesmuskler. Den tioende låtens koreografi innehåller ofta crunches och variationer på plankan.
  - Låt 11, Nedvarvning. Den sista låten syftar till att stretcha ut musklerna och få ner pulsen.

### 45 minuter
Ett pass kan kortas ner till 45 minuter genom att hoppa över några låtar från 55-minutersformatet. Det finns fyra alternativ för detta format:
- Alternativ 1: Låt 1, 2, 4, 5, 6, 7, 9A eller 9B, 10 och 11. Låt 3A (aerobics) och 8 (intervall) hoppas över.
- Alternativ 2: Låt 1, 2, 4, 5, 7, 8, 9A eller 9B, 10 och 11. Låt 3A (aerobics) och 6 (löpning) hoppas över.
- Alternativ 3: Låt 1, 3B, 4, 5, 6, 7, 9A eller 9B, 10 och 11. Låt 2 (Mixed impact") hoppas över
- Alternativ 4: Låt 1, 3B, 4, 5, 6, 7, 9A eller 9B, 10 och 11.

### 30 minuter
Det kortaste formatet innehåller en modifierad "express"-version av låt #5 som är en nerkortad kopia av passets femte låt. Det finns 3 alternativ för detta format:
- Alternativ 1: Låt 1, 3B, 4, 7, 9A eller 9B och Express 5.
- Alternativ 2: Låt 1, 2, 4, 7, 9A eller 9B och Express 5.
- Alternativ 3: Låt 1, 2, 4, 6, 9A eller 9B och Express 5.

Låt 3A (aerobics), 8 (intervall), 10 (core) och 11 (nedvarvning) hoppas alltid över i 30 minuters formatet. 